# Luigi Bozino
Luigi Bozino (Vercelli, 25 agosto 1855 – Vercelli, 17 novembre 1939) è stato un avvocato e dirigente sportivo italiano.

## Biografia
Figlio di Omero Bozino, agente segreto per conto di Cavour durante il Risorgimento, fu uno dei più insigni avvocati penalisti italiani, figura di spicco della Vercelli di inizio '900. Fu un ardente patriota ed un gran sostenitore dell'Unità d'Italia.
Fu inoltre per oltre trent'anni (dal 1896 al 1927) presidente della Società Ginnastica Pro Vercelli, che sotto la sua gestione dominò a lungo il calcio italiano vincendo 7 scudetti (1908, 1909, 1911, 1912, 1913, 1921 e 1922); appassionato anche di scherma, riuscì a garantire numerosi successi anche a quella sezione della polisportiva.
Grazie ai successi nel calcio ottenne per tre volte la carica di Presidente della FIGC, dal 1920 al 1921, dal 1923 al 1924 e dal 1924 al 1926; fu inoltre presidente dell'effimera Confederazione Calcistica Italiana (CCI) e vicepresidente della FIFA. Successivamente ricoprì ancora la carica di presidente della Pro Vercelli dal 1935 al 1937, dopo la retrocessione in Serie B, per cercare con il suo carisma di evitare il tracollo della società.
Morì nel 1939 e due anni dopo la Pro Vercelli retrocedette in Serie C.